# Педернера, Хуан Эстебан
Хуан Эстебан Педернера (исп. Juan Esteban Pedernera; 25 декабря 1796, Сан-Хосе-дель-Морро, провинция Сан-Луис, Аргентина — 1 февраля 1886, Буэнос-Айрес) — аргентинский военный и политик. Занимал должность вице-президента Аргентины в 1860—1861 годах и президента Аргентины в 1861 году. Активный участник войны за независимость Аргентины и гражданской войны в Аргентине.

## Биография
Родился в 1796 году в провинции Сан-Луис, учился во францисканском монастыре, но оставил учёбу и вступил в ряды полка конной артиллерии, которым командовал Хосе де Сан-Мартин. Полк участвовал в войне за независимость Аргентины против Испании. В 1815 году он участвовал в сражениях под Чакабуко и Майпо в Чили, а затем в кампании по освобождению Перу. Был пленён испанскими военными, но сумел бежать и вернуться к своему войску.
23 сентября 1823 года Хуан Эстебан Педернера, будучи в чине генерал-лейтенанта, женился на Розе Хуане Гередее, которая родилась в Перу в 1805 году.
В 1826 году он снова занимался военным делом, на этот раз участвуя в Аргентино-бразильской войне. В гражданской войне он присоединился к унитарной партии под руководством генерала Хосе Марии Паса, и участвовал в битве под Ла-Табладой против сил федералистов. После продолжительного времени в ссылке он вернулся в страну после падения режима Росаса и занял пост сенатора от провинции Сан-Луис. В 1856 году был назначен на пост командующего пограничными войсками, а в 1859 году был избран на должность губернатора Сан-Луис. В том же году он принял участие в битве под Сепедой.
Позже он был избран на должность вице-президента Сантьяго Дерки, этот пост он занимал в 1860—1861 годах, пока Дерки не подал в отставку после поражения в битве при Павоне. После этого Педернера исполнял обязанности президента, пока правительство Аргентинской конфедерации не было распущено. В 1882 году он был назначен генерал-лейтенантом Армии республики.